# Državna cesta D113
D113 je državna cesta u Hrvatskoj. Nalazi se na otoku Braču, a ukupna duljina ceste iznosi 39,4 km.
Cesta započinje u trajektnoj luci Supetar, a završava na istoku otoka, u trajektnoj luci Sumartin. Između Supetra i Sumartina, cesta prolazi kroz mjesta Nerežišća, Pražnica, Gornji Humac i Selca.

## Vanjske poveznice
|  | Zajednički poslužitelj ima još gradiva o temi Državna cesta D113 |